# Castors de Québec
Les Castors de Québec est le nom d'une franchise de hockey sur glace du début du XXe siècle.

## Historique
L'équipe, membre de la Canadian-American Hockey League, jouait ses matchs dans la ville de Québec au Canada et a existé depuis la première saison de la ligue en 1926 pendant deux saisons avant de mettre une pause à son existence. Elle revient au jeu en 1932 jusqu'à la saison 1934-35, avant dernière saison de la ligue. Lors des deux dernières saisons de l'existence de l'équipe, la franchise est affiliée aux Maroons de Montréal de la Ligue nationale de hockey.
En 1935, le propriétaire de l'équipe, Lucien Garneau, transfère l'équipe à Springfield dans le Massachusetts, pour créer une nouvelle version des Indians de Springfield.

## Statistiques
| No | Saison    | PJ | V  | D  | N | BP  | BC  | Pts | Classement              | Séries éliminatoires                             | Entraîneur                |
| -- | --------- | -- | -- | -- | - | --- | --- | --- | ----------------------- | ------------------------------------------------ | ------------------------- |
| 1  | 1926-1927 | 32 | 15 | 14 | 3 | 69  | 67  | 33  | Troisièmes de la Can-Am | 1-2 Indians de Springfield                       | Louis Berlinguette        |
| 2  | 1927-1928 | 40 | 18 | 14 | 8 | 70  | 68  | 44  | Troisièmes de la Can-Am | 4-2 Tigers de Boston 7-11 Indians de Springfield | Édouard « Newsy » Lalonde |
| 3  | 1932-1933 | 48 | 11 | 30 | 7 | 106 | 156 | 29  | Cinquièmes de la Can-Am | Non qualifiés                                    | Roy Halpin                |
| 4  | 1933-1934 | 40 | 16 | 15 | 9 | 96  | 88  | 41  | Quatrièmes de la Can-Am |                                                  | James « Flat » Walsh      |
| 5  | 1934-1935 | 48 | 23 | 19 | 6 | 141 | 123 | 52  | Seconds de la Can-Am    |                                                  | James « Flat » Walsh      |